# Every Breath You Take
Every Breath You Take (с англ. — «Каждый твой вздох») — песня группы The Police, написанная Стингом и включённая в пятый и последний студийный альбом Synchronicity. Сингл стал одним из крупнейших хитов 1983 года. Он 8 недель возглавлял Billboard Hot 100 и 4 недели находился на вершине UK Singles Chart. В 1984 году песня была награждена двумя премиями Грэмми: «Песня года» (Стинг) и «Лучшее вокальное поп-исполнение дуэтом или группой» (The Police). «Every Breath You Take» занимает 84 строчку списка «500 величайших песен всех времён» по версии журнала «Rolling Stone».

## Происхождение и написание
Песня была написана в то время, когда рухнул брак Стинга и его жены Фрэнсис Томелти и они разводились; слова написаны от лица зловещего и контролирующего героя, который следит за «каждым твоим вздохом / каждым твоим движением» (англ. «every breath you take / every move you make»).
Стинг вспоминает:
Я проснулся посреди ночи, в голове у меня звучала эта строка. Я сел за пианино и написал песню за полчаса. Мелодия не была чем-то оригинальным и соединяла сотни других, но вот слова были интересны. Песня звучит так, будто она утешительная и любовная. Я в то время и не осознавал, насколько слова песни удручающи. Мне кажется, я думал о Большом Брате, слежке и контроле.
Позже Стинг говорил, что был расстроен тем фактом, что многие люди считали песню более позитивной, нежели она есть на самом деле. Он настаивал, что песня о «безответной любви», об одержимости потерей любимого, ревности и последующей слежке. «Одна пара однажды сказала мне: „Мы любим эту песню; она была основной на нашей свадьбе!“. Я подумал: „Ну что ж, удачи“».

## Музыкальное видео
На песню был снят клип (режиссёрский дуэт Godley & Creme) по мотивам короткометражного фильма Гьона Мили «Jammin' the Blues» 1944 года. Снятый в чёрно-белом цвете с темно-синим оттенком, клип изображает группу в сопровождении пианиста и струнной секции, исполняющих песню в затемнённом бальном зале, в то время как мужчина моет окно от пола до потолка позади них. Стинг исполняет свою партию на пианино, а не на бас-гитаре.
Видео получило высокую оценку за его кинематографичность; MTV (1999), Rolling Stone (1993) и VH1 (2001) назвали его одним из лучших музыкальных видео в истории, поместив его на 16-е, 61-е и 33-е места в своих соответствующих списках 100 лучших. Дэниел Перл получил первую награду MTV за работу над клипом. Выпущенный в первые дни существования MTV, «Every Breath You Take» был одним из самых ранних клипов, попавших в тяжелую ротацию, что значительно способствовало популярности песни. Поп-звезда Ричард Маркс вспоминает, что «первым видео, которое я смотрел снова и снова, было „Every Breath You Take“. Это было похоже на просмотр фильма Бергмана. Обычно режиссёры прописывают в видео каждое слово текста песни, но это было первое видео, которое я знал, которое этого не делало. Оно было абстрактным». По словам соучредителя A&M Records Джеффа Айероффа, «[Видео для] „Every Breath You Take“, вероятно, стоило от 75 000 до 100 000 долларов, а мы продали более 5 миллионов альбомов. При хорошем видео возврат инвестиций был феноменальным».
5 октября 2022 года Billboard официально опубликовал заявление, подтверждающее, что клип на песню «Every Breath You Take» превысил один миллиард просмотров на YouTube.

## Участники записи
Участники записи согласно Ричарду Баскину и сопродюсеру/инженеру Хью Пэдхаму.
- Стинг — ведущий, гармонический и бэк-вокал, бас-гитара; фортепиано; синтезаторы; контрабас
- Энди Саммерс — гитары; гитарные синтезаторы (предположительно)
- Стюарт Коупленд — барабаны и перкуссия; Oberheim DMX box

## Чарты
| Чарт (1983—2015)                      | Высшая позиция |
| ------------------------------------- | -------------- |
| Австралия (Kent Music Report)         | 2              |
| Австрия (Ö3 Austria Top 40)           | 8              |
| Бельгия/Фландрия (Ultratop 50)        | 9              |
| Канада (RPM Top Singles)              | 1              |
| Канада (CHUM)                         | 1              |
| Финляндия (Suomen virallinen lista)   | 5              |
| Франция (IFOP)                        | 3              |
| Германия (GfK)                        | 8              |
| Ирландия (IRMA)                       | 1              |
| Израиль (IBA)                         | 1              |
| Италия (FIMI)                         | 3              |
| Нидерланды (Single Top 100)           | 3              |
| Нидерланды (Dutch Top 40)             | 6              |
| Новая Зеландия (Recorded Music NZ)    | 6              |
| Норвегия (VG-lista)                   | 2              |
| Южная Африка (Springbok Radio Top 20) | 1              |
| Испания (AFYVE)                       | 2              |
| Швеция (Sverigetopplistan)            | 2              |
| Швейцария (Schweizer Hitparade)       | 6              |
| Великобритания (OCC UK Singles)       | 1              |
| США (Billboard Hot 100)               | 1              |
| США (Billboard Adult Contemporary)    | 5              |
| США (Billboard Mainstream Rock)       | 1              |
| США, Billboard Dance/Disco Top 80     | 26             |
| США, Cash Box Top 100                 | 1              |

| Чарт (2011—2015)                    | Высшая позиция |
| ----------------------------------- | -------------- |
| Канада (Canadian Digital Songs)     | 43             |
| США, Rock Digital Songs (Billboard) | 21             |

| Чарт (2013—2016)    | Высшая позиция |
| ------------------- | -------------- |
| Словения (SloTop50) | 18             |

| Чарт (2015)                     | Высшая позиция |
| ------------------------------- | -------------- |
| Польша (Polish Airplay Top 100) | 60             |
| Словения (SloTop50)             | 40             |

| Чарт (2021—2022)           | Высшая позиция |
| -------------------------- | -------------- |
| Боливия (Monitor Latino)   | 14             |
| Мир (Billboard Global 200) | 179            |

| Чарт (1983)                             | Ранг |
| --------------------------------------- | ---- |
| Австралия (Kent Music Report)           | 10   |
| Бельгия (Ultratop 50 Flanders)          | 42   |
| Канада (RPM Top Singles)                | 1    |
| Франция (SNEP)                          | 50   |
| Германия (Official German Charts)       | 38   |
| Нидерланды (Dutch Top 40)               | 42   |
| Нидерланды (Single Top 100)             | 45   |
| Новая Зеландия (Recorded Music NZ)      | 35   |
| ЮАР (Springbok)                         | 5    |
| Великобритания (Official Single Charts) | 16   |
| США, Billboard Hot 100                  | 1    |
| США, Adult Contemporary (Billboard)     | 23   |
| США, Cash Box Top 100                   | 2    |

| Чарт десятилетия (1980—1989) | Ранг |
| ---------------------------- | ---- |
| США, Billboard Hot 100       | 5    |

| Чарт (1958—2018)       | Позиция |
| ---------------------- | ------- |
| США, Billboard Hot 100 | 31      |

## Сертификации и продажи
| Регион | Сертификация  | Продажи    |
| --- | ------------- | ---------- |
| Канада | —             | 150,000    |
| Дания (IFPI Danmark) | Платиновый    | 90 000     |
| Германия (BVMI) | Платиновый    | 500 000    |
| Италия (FIMI) | 3× Платиновый | 300 000    |
| Португалия (AFP) | 3× Платиновый | 120 000    |
| Великобритания (BPI) | 2× Платиновый | 1 200 000  |
| США (RIAA) | Золотой       | 1 000 000^ |
| ^ Данные о тиражах приведены только на основе сертификации. · Данные о продажах + прослушиваниях приведены только на основе сертификации. |               |            |

## Кавер-версии и заимствования
Свои версии композиции предлагали такие исполнители как The Shadows, Dilana, UB40, Tina Arena, Рита Ли, Juliana Hatfield, Millencolin, Mason Dixon, David May при участии Kelvin’a Scott’a, MYMP, Jessa Zaragosa и Copeland.
Альфред Мэтью, известный как «Странный Эл» Янкович использовал её в своем попурри в стиле полька «Polkas on 45».
Sergio Blass бывший участник группы «Менудо» создал в 1994 году кавер-версию «Every Breath You Take» под названием "Siempre Te Amaré.
Кавер-версию с текстом на русском языке под названием «Про друзей» выпустили в 2000 году «Кирпичи» в составе своей пластинки «Капиталиzм 00».
Начальный рифф песни лёг в основу хита Пи Дидди «I’ll Be Missing You» — трибьюта погибшему рэперу Notorious B.I.G.. На церемонии MTV Video Music Awards 1997 года к Пи Дидди и Фэйс Эванс (супруге погибшего), исполнявшим композицию, присоединился Стинг. На основе данной версии группа «KARMAH» записала в 2006 году композицию «Just be good to me».
Спустя шесть месяцев после выхода в свет «Every Breath You Take», американский композитор и исполнитель Рэй Паркер выпустил сингл «I Still Can’t Get Over Loving You», текст которого сильно напоминал «Every Breath You Take», даже включал строки «Every breath you take, I’ll be watching you.»
Сам Стинг использовал текст песни в изменённом виде в композиции «Love Is the Seventh Wave», где звучат строки «Every breath you take/every move you make/every cake you bake/every leg you break…» (каждый твой вздох/каждое твоё движение/каждый пирог, который ты печёшь/каждая нога, которую ты ломаешь…)
«Every Breath You Take» присутствует в музыкальной игре-симуляторе 2008 года для Nintendo «Wii Music».
Кавер-версии песни были использованы в качестве саундтреков к фильмам «Кошачий глаз» и «50 первых поцелуев», а также в ранних сериях сатирического политического шоу марионеток «Spitting Image». Для этого шоу текст песни был изменён, и она получила название «Every Bomb You Make» (каждая бомба, которую вы изготовляете). Видеоряд изображает марионеток нескольких мировых лидеров, освещаемых закатным солнцем. Во время звучания строчки «I’ll be watching you», в кадре появляется марионетка Смерть. Стинг лично участвовал в записи композиции.
В 2019 году Стинг записал песню заново для его альбома «My Songs».